# Miresa orgyoides
Miresa orgyoides is een vlinder uit de familie van de slakrupsvlinders (Limacodidae). De wetenschappelijke naam van de soort is voor het eerst geldig gepubliceerd in 1929 door Van Eecke.